# McGregor (Texas)
Pour les articles homonymes, voir McGregor.
McGregor est une ville située dans les comtés de McLennan et de Coryell, dans l'État du Texas, aux États-Unis.